# Первуха
Первуха (рос. Первуха) — присілок у Катав-Івановському районі Челябінської області Російської Федерації.
Входить до складу муніципального утворення Юрюзанське міське поселення. Населення становить 9 осіб (2017).

## Історія
Населений пункт розташований на історичних башкирських землях. Від 4 листопада 1926 року належить до Катав-Івановського району Челябінської області.
Згідно із законом від 9 липня 2004 року органом місцевого самоврядування є Юрюзанське міське поселення.

## Населення
| 2002 | 2010 | 2011 | 2012 | 2013 | 2014 | 2015 |
| ---- | ---- | ---- | ---- | ---- | ---- | ---- |
| 16   | ↘7   | ↘6   | ↗12  | ↘9   | ↘8   | ↗11  |
| 2016 | 2017 |      |      |      |      |      |
| ↗15  | ↘9   |      |      |      |      |      |